# Epistemologi

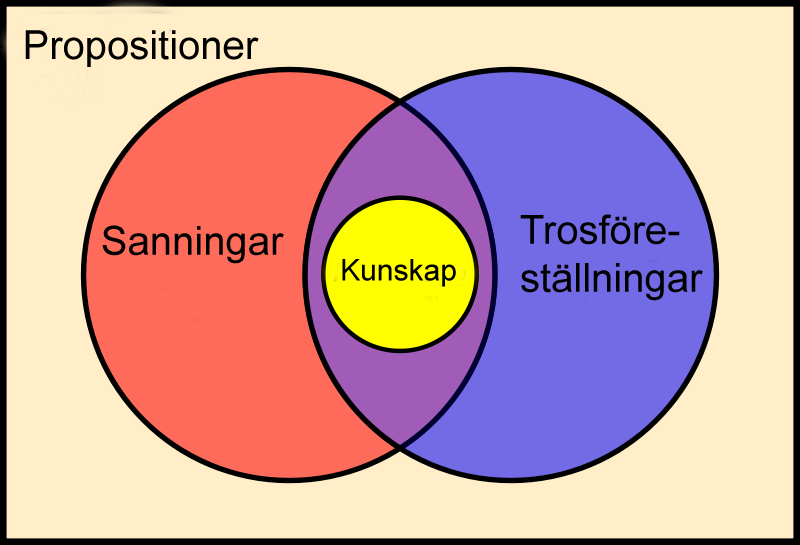
Enligt Platon är kunskap en delmängd av det som är både sant och trott.

Epistemologi (eller kunskapsteori) är läran om kunskap. Ordet epistemologi kommer av grekiskans episteme, "kunskap", "lärande" och logia, "lära", av logos, "ord". Med "kunskap" menas nästan alltid propositionell kunskap, det vill säga kunskap som kan uttryckas i formen "A vet att p" där A är en person och p en proposition. En färdighet, exempelvis att kunna simma, är också en form av kunskap. Att känna en person eller en plats är även det kunskap, men inom kunskapsteorin tenderar den propositionella kunskapen att dominera.
Den traditionella synen på kunskap har varit att personen A vet p om och endast om (1) p är sant, (2) A är övertygad om att p är sant och (3) A har goda, tillfredsställande eller tvingande skäl för att tro att p är sant. Dessa är alltså tre nödvändiga krav på allting vi kallar kunskap. Man brukar förkortat säga att kunskap är "sann rättfärdigad tro". Definitionen fördes först fram av Platon men har ifrågasatts med Gettierproblemet.
Filosofins historia är fylld av skeptiker, till exempel Pyrrhon och David Hume. En del skeptiker vill avvisa kunskapsanspråk och börjar argumentationen utifrån det. Andra vill rättfärdiga kunskapsanspråk, men finner under vägen fram till hållbar kunskap många kunskapsanspråk som inte håller för prövning. Descartes är ett exempel på en filosof som i sökandet efter en stabil bas för kunskap finner många skeptiska argument mot sådant som man vanligen tar för självklart. Därför är Descartes en filosof som söker och finner fast och pålitlig kunskap men på samma gång ger många skeptiska argument. På det sättet kan man säga att skeptiker inte bara ifrågasätter kunskapsanspråk utan även problematiserar bilden av kunskap. Till kunskapsteorin gränsar vetenskapsteorin, som ställer kunskapsteoretiska frågor som huruvida vetenskap är en rationell verksamhet, som ger tillförlitlig kunskap om världen och i vilken grad vetenskapen är påverkad av olika ideologier eller kulturer.
En frågeställning som gränsar till värdeteori är frågan om kunskaps värde. Med andra ord, har exempelvis ett råd som är grundat på kunskap ett större värde än ett råd som ges helt slumpmässigt, om båda råden leder till samma konsekvenser? Frågeställningen går tillbaka till Platons dialog Menon.

## Historia

### Parmenides

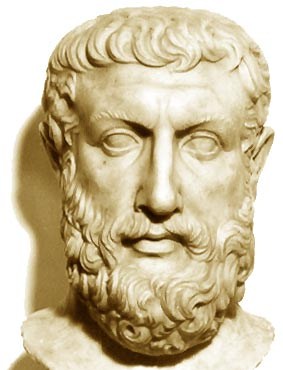
Parmenides ansåg att förnuftet var den enda tillförlitliga källan till kunskap.

En av de ur ett kunskapsteoretiskt perspektiv mest betydelsefulla försokratiska filosoferna var Parmenides, som levde under 400-talet f.Kr. Han bodde i staden Elea i dagens Syditalien, och behandlade grundläggande metafysiska frågor med ett konsekvent rationalistiskt perspektiv. Hans rationalism är bland de mest långtgående genom filosofihistorien; han ansåg att förnuftet var den enda tillförlitliga källan till kunskap. All empirisk kunskap betraktade han som opålitlig.
Från sitt studium av våra grundläggande begrepp och logiska slutledningsregler kommer han fram till en världsbild som skiljer sig radikalt från den vardagliga. Hans huvudverk heter Om naturen och finns delvis bevarat. Boken består av en berättelse om rättvisans gudinna som visar Parmenides två vägar: Sanningens väg och Skenets väg. Skenets väg motsvarar den empiriska världsuppfattningen, medan Sanningens väg drar de fulla konsekvenserna av en strikt rationalistisk sådan. Hans inställning till den empiriska "forskningsvägen" illustreras av följande utdrag från hans verk: "Håll din tanke borta från denna forskningsväg, och låt inte den inrotade vana som har bildats av rik erfarenhet locka dig in på denna stig; lita inte på det blinda ögat, det ekande örat eller tungan, utan pröva med ditt förnuft den omstridda bevisning som jag har lagt fram."
Parmenides försöker strikt skilja mellan varat och icke-varat. Icke-varat ska inte ses som ett annat slags vara, utan som frånvaro av detta. Från denna intuitivt riktiga utsaga drar han slutsatsen att förändring är omöjlig, ty förändring innebär att något som förr inte existerade kommer att existera. Samma resonemang tillämpas på rummet; eftersom tomrum per definition är icke-vara så innebär det att tomrum inte existerar. Allting som finns är helt kompakt och rörelse är omöjlig. Parmenides radikala slutsatser försvarades av hans lärjunge Zenon, som försökte visa på rimligheten i dessa genom sina paradoxer.

### Antikens skeptiker
De första skeptikerna vi känner till återfinns bland antikens tidiga filosofer. Pyrrhon från Elis betraktas ofta vara skepticismens upphovsman. Han menade att man helt och hållet bör avhålla sig från att fälla omdömen om världen; det har dessutom den fördelen att man når sinnesfrid (ataraxia). En del av hans efterföljare kallade avstängning av omdömet för "epoche". Pyrrhons lärjunge Timon från Filius sammanfattade Pyrrhons inställning på följande sätt:
Hur är tingen beskaffade? Svar: det kan vi inte veta. Hur ska vi förhålla oss till dem? Svar: inte yttra oss om dem. Vad vinner vi, om vi förhåller oss riktigt till dem? Svar: ostörd sinnesfrid.
 En så kallad "global skepticism", det vill säga inställningen att vi inte kan veta någonting, har ansetts vara djupt problematisk av den anledningen att den själv tycks fälla ett absolut omdöme. En del anser att Pyrrhon undviker den invändningen eftersom han inte ens går med på att hans egen skepticism helt säkert är korrekt.
Bland de andra betydelsefulla antika skeptikerna kan Arkesilaos från Pitane och Karneades från Kyrene nämnas. Båda två verkade i Platons akademi, efter Platons död. Under sent 100-tal f.Kr. grundades en skeptisk skola i Alexandria, av Ainesisdemos från Knossos. Det var där läran om de "pyrrhonska troperna" först formulerades. Dessa "troper" (ungefär "betraktelsesätt") nedtecknades senare av skeptikern Sextus Empiricus i slutet av 100-talet e.Kr. Denna skeptiska argumentsamling bestod av tio olika faktorer, troperna, som påverkar vår uppfattning av världen. En av dessa troper är att olika arter har olika synorgan; vissa har helt runda ögon och andra avlånga. Givet detta är det rimligt att tänka sig att även deras faktiska synuppfattning skiljer sig åt sinsemellan. Eftersom vår egen syn endast är en av flera möjliga kan vi inte säga att just den på ett riktigt sätt återspeglar verklighetens sanna natur. På samma sätt förhåller det sig med våra olika sinnen: ett objekt kan uppfattas på ett sätt av ögat, men på ett annat sätt av känseln. Med dessa relativistiska faktorer i bakgrunden menade skeptikerna att den enda hållbara positionen var en radikal skepticism.

### Francis Bacon
Francis Bacon (1561-1626) är viktigare i vetenskapsteorin än i kunskapsteorin, men på grund av hans breda tillvägagångssätt och det faktum att det inte gjordes någon explicit distinktion mellan vetenskapsteori och kunskapsteori under hans tid, så har hans tankegångar betydelse för kunskapsteorin. Bacon myntade uttrycket "kunskap är makt" och såg vetenskapen i ett större samhällssammanhang än många andra av hans samtida. Framför allt var han en nyckelperson i genomgångsperioden mellan det skolastiska tänkandet och renässansen. Han försökte skaka sig loss från det aristoteliska arvet till förmån för en induktiv vetenskap.

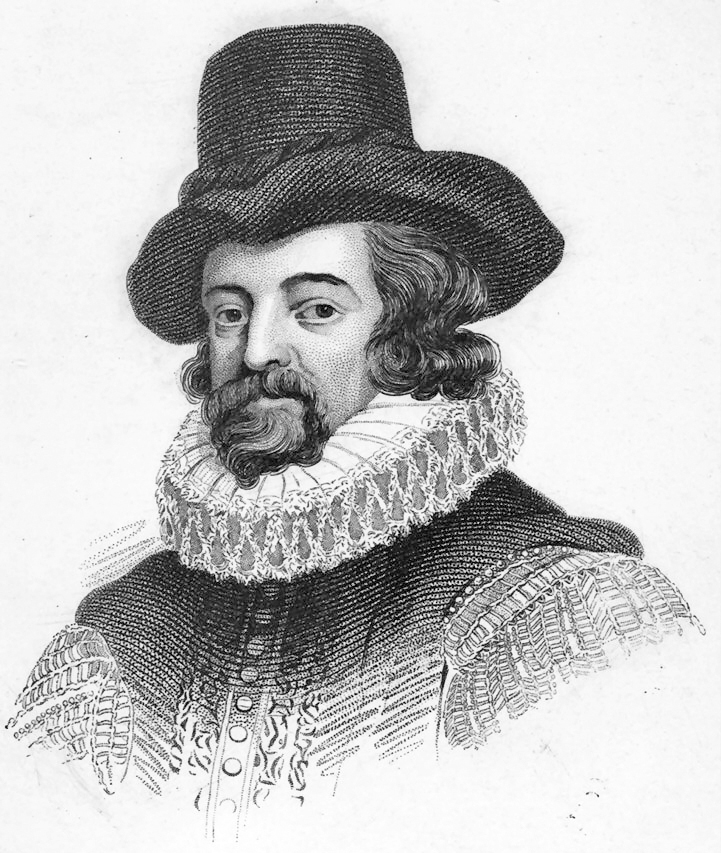
Francis Bacon identifierade olika vanföreställningar och fördomar som kunde ligga till hinder för sann kunskap.

Bacon försökte således för det första identifiera fördomar och vanföreställningar som kunde ligga till hinder för att nå sann kunskap, och för det andra att finna pålitliga metoder, vilket han identifierade med induktion. På den första punkten hävdade Bacon att hans tids kunskap led av tre typer av störningar. Dessa kallade han befängd kunskap, grälsjuk kunskap och tillgjord kunskap. Den befängda kunskapen motsvarar ungefär det vi idag kallar pseudovetenskap; han syftade bland annat på astrologi och alkemi. Med grälsjuk kunskap menade han sådant som inte syftade till att finna ny kunskap, utan endast diskussion för diskussionens egen skull. Han tänker främst på den aristoteliska filosofin och teologin som enligt honom präglades av hårklyverier. Den tillgjorda kunskapen syftade slutligen på den form av humanism som i praktiken hade övergett ambitionen att återerövra antikens kunskap och istället ägnade sig åt rent formell retorik. Dessa tre typer av störningar har två slags konsekvenser. För det första medför de att talangfulla tänkare slösar sin snillrikhet på triviala uppgifter, och för det andra leder de till att ingen ny kunskap inhämtas.
Utöver dessa tre störningar finner även den välvillige vetenskapsmannen problem när han söker skaffa sig pålitlig kunskap om verkligheten. Han identifierar ett flertal vanliga vanföreställningar som förvränger verkligheten för medvetandet. Han kallar dessa vanföreställningar för "idoler", vilket kan översättas med skenbilder i sammanhanget. Stammens idoler betecknar människans medfödda tolkningsmönster som gör att man läser in mer sammanhang i den yttre verkligheten än vad som finns där. Vi sätter vår egen prägel på naturen. Grottans idoler syftar till var och ens personliga perspektiv, som ofta präglas av fördomar och begränsad erfarenhet. Denna form av vanföreställning skiljer sig av naturliga skäl från individ till individ. Marknadsplatsens idoler består i att man låter sig förledas av det rådande språkbruket och allmänna åsikter, att man fastnar i sin egen omgivnings subjektiva miljö. Teaterns idoler syftar slutligen till olika falska filosofiska och teologiska system, som liksom teaterpjäser bara är påhittade. När man blir medveten om alla dessa störningar och vanföreställningar som präglar människans kunskapssökande så kan man börja bygga upp sann kunskap. Han gör en jämförelse med djurvärlden; vi ska inte vara som myrorna som bara samlar in, och inte som spindlarna som bara skapar sådant som finns inom sig själva, utan som bina, som båda samlar in och bearbetar det insamlade.

### René Descartes
Inom kunskapsteorin är René Descartes (1596-1650) framför allt känd för sitt så kallade metodiska tvivel. Till skillnad från de antika skeptikerna syftade Descartes tvivel inte till att faktiskt avhålla sig från omdömen om verkligheten, utan snarare till att bygga upp all kunskap på en otvivelaktig grund. Descartes sätter alla sina egna trosföreställningar under lupp, och frågar sig vilka av dessa som skulle kunna vara falska. Han kommer fram till att i stort sett allting som han tror sig veta skulle kunna vara en villfarelse. Det skulle till och med kunna vara så att det finns en ond demon som lurar honom att tro att den yttre verkligheten existerar och ter sig på det sätt som hans sinnesorgan rapporterar om. Det enda han inte kan betvivla, menar han, är att han själv existerar. Detta har sammanfattats i den berömda satsen "cogito, ergo sum", "jag tänker, alltså är jag". Från denna sanning som inte kan betvivlas drar han en mängd slutsatser, bland annat att det existerar en gud. Om Gud existerar så kan man lita på att han inte låter en förledas, och därför kan man också lita på sina sinnesintryck, i viss utsträckning. Hans tvivel utmynnar i övertygelsen att det man kan bilda sig en klar och tydlig föreställning om, kan man också ha kunskap om.

### John Locke
Ett centralt begrepp i John Lockes (1632-1704) kunskapsteori är idéer, som är ett samlingsnamn för alla slags föreställningar. Han menar att dessa kommer från erfarenheten och ingen annanstans. Detta innebär dock inte att alla idéer kommer från sinnena. Erfarenheten ger upphov till enkla idéer, sensationer, som i sin tur kombineras av medvetandet till sammansatta idéer. Dessutom kan man ha inre erfarenheter, det vill säga erfarenheter om ens eget mentala tillstånd. Denna typ av idéer kallar han reflektioner, och de ligger till grund för människans självmedvetande. Locke är känd för att ha liknat själen vid födseln vid ett "vitt papper", som senare kommentatorer har benämnt "tabula rasa"(en tom tavla).

### David Hume

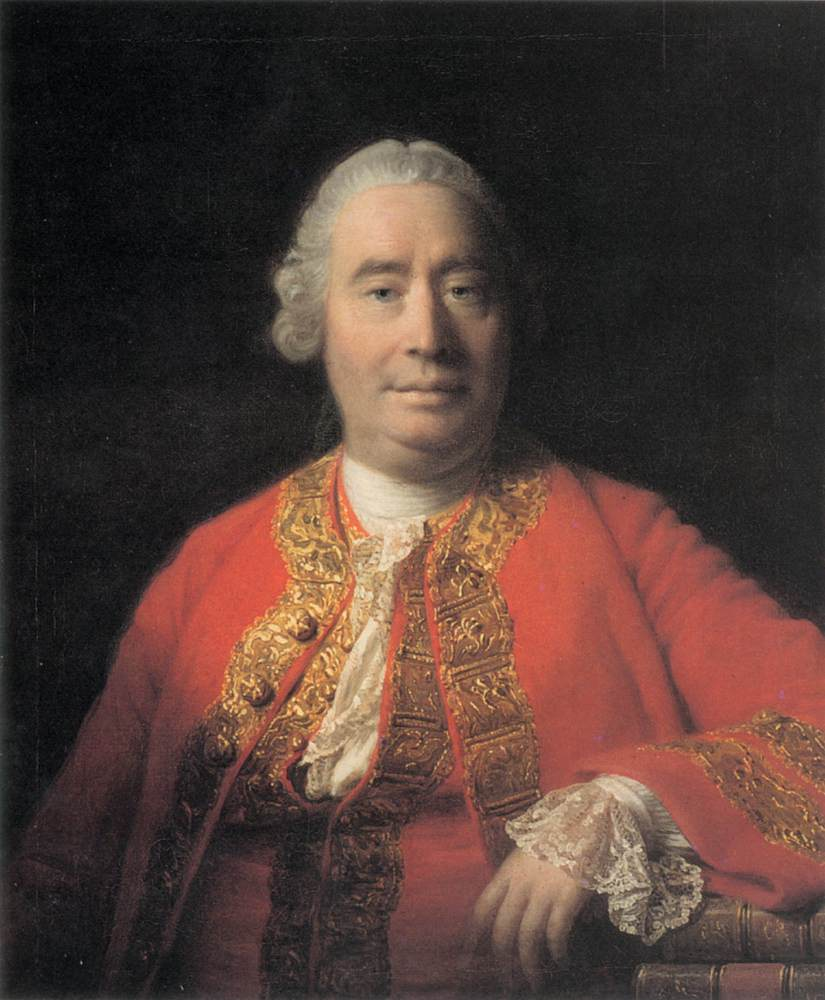
David Hume var först med att explicit formulera distinktionen intryck-idéer.

David Humes (1711-1776) kunskapsteoretiska inställning liknar i mångt och mycket John Lockes, men han är noga med att ange på vilka sätt han skiljer sig från denne. Hume skiljer liksom Locke mellan sensationer och reflektioner, det vill säga yttre och inre erfarenhet. Liksom Locke skiljer han även mellan enkla och sammansatta idéer. Hume inför emellertid ytterligare en distinktion, som inte finns hos Locke, nämligen den mellan intryck (impressions) och idéer (ideas). Här märker man också en terminologisk skillnad mellan Hume och Locke. Där Locke lät "idéer" beteckna allting som finns i medvetandet behandlar Hume termen endast som en underavdelning av detta; istället använder Hume "perceptioner" som samlingsnamn på medvetandets olika typer av innehåll.
Distinktionen intryck-idéer som Hume är först med att explicit formulera har att göra med upplevelsernas tidsliga inträffande och därmed också livlighet. Intryck betecknar de upplevelser som är direkta, som sinnesintryck och känslor, medan idéer är mer eller mindre bleka kopior av intrycken. Medan intrycken bara finns för stunden finns idéerna kvar över tiden. Idéerna är representationer av de gamla, nu frånvarande, intrycken. Känslan av njutning är ett intryck när den upplevs, men tanken på denna känsla kan bevaras i form av en idé. Idéerna är alltså ett slags medvetandets material, som ligger till grund för minne och fantasi. Hume är radikal empirist i den meningen att han menar att idéer aldrig kan uppstå utan intryck. Det finns inga medfödda idéer, en tanke som han delar med Locke. Han är dock mer utförlig i sin förklaring av idéernas relation till varandra. Humes kunskapsteori är också skeptisk; det finns nästan ingenting vi säkert kan veta. Han ifrågasätter till och med att vi skulle ha någon kunskap om orsaksrelationer eller få kunskap genom induktionen.

### Immanuel Kant
Immanuel Kants (1724-1804) kunskapsteori utgör en slags blandning mellan empirismen och rationalismen. Han menar att vi aldrig kan ha någon kunskap om tinget i sig, det vill säga världen såsom den är oberoende av hur vi upplever den, men menar samtidigt att det krävs retning utifrån för att medvetandet ska ha något innehåll. Medvetandet består av åskådningsformerna rum och tid, med vilka vi sorterar in våra upplevelser i en rumslig och en tidslig dimension. Dessutom får upplevelsen en struktur med hjälp av begrepp. Begreppen finns där oberoende av enskilda upplevelser och skapas antingen av vårt medvetande eller finns medfödda. Kant skriver: "Åskådningar utan begrepp är blinda". Åskådningar är de omedelbara upplevelserna.

## Kunskapens natur

### Den klassiska kunskapsanalysen
Enligt den klassiska kunskapsanalysen finns det tre kriterier för kunskap: övertygelse, sanning och goda skäl. Person A har kunskap om p om och endast om p är sant, A är övertygad om p och A har goda skäl att tro p.

Även om kunskapsteoretiska resonemang i historien inte alltid behandlat kunskap explicit på detta sätt, så är de flesta filosofer idag eniga om att det rått konsensus kring denna definition fram till 1900-talet. Även under 1900-talet fördes varianter av detta definitionsförslag fram, innan Gettierproblemet belystes. Filosofen Roderick Chisholm publicerade exempelvis 1957 en bok med namnet Perceiving: a Philosophical Study där han förde fram följande definition av kunskap:
S vet att P om och endast om (i) S accepterar P, (ii) S har adekvat evidens för P, och (iii) P är sant.
A.J. Ayer gav följande nödvändiga och tillräckliga villkor för kunskap i sin bok The Problem of Knowledge:
S vet att P om och endast om (i) P är sant, (ii) S är övertygad om att P är sant, och (iii) S har rätt i att vara övertygad om att P är sant.
Denna kunskapsanalys kan och har ifrågasatts, och invändningarna kan delas in i två typer. För det första har man invänt att inte alla villkor är nödvändiga för kunskap, och för det andra har man invänt att villkoren inte är tillräckliga. Den mest välkända invändningen av det senare slaget kallas Gettierproblemet.

### Gettierproblemet
Den klassiska kunskapsanalysen ifrågasattes i och med Edmund Gettiers (1927-2021) artikel Is justified true belief knowledge? från 1963. Gettier tar upp två principiellt likadana exempel för att visa att de tre klassiska villkoren för kunskap inte är tillräckliga. Gettiers första exempel lyder ungefär som följer:
Simon söker ett jobb men har en rättfärdigad tro att "Johan kommer att få jobbet". Han har också rättfärdigad tro "Johan har tio spänn i fickan". Simon kan därför, rättfärdigat, dra slutsatsen att "mannen som ska få jobbet har tio spänn i fickan". Men Johan får inte jobbet, Simon får det. Som det råkar hända har Simon också tio spänn i fickan. Så hans tro "mannen som ska få jobbet har tio spänn i fickan" är rättfärdigad och sann.
Men detta verkar inte vara kunskap. Alltså är den klassiska kunskapsanalysen inadekvat. Efter publicerandet av Gettiers artikel följde en intensiv debatt under 10-15 år där nya förslag lades fram och kritiserades. Inget förslag har allmänt accepterats.

### Kausala kunskapsteorier
Ett tidigt försök att lösa Gettiers problem framfördes av Alvin I. Goldman. Goldman föreslog i sin artikel A causal theory of knowing från 1967 att det som fattades i Gettiers exempel, det vill säga det som gör att de fiktiva personerna inte kan sägas ha kunskap, är att det saknas en kausal koppling mellan det faktum som gör trosföreställningen p sann och subjektets trosföreställning om p.
Goldman använder flera exempel för att illustrera sin poäng. Ett av dessa exempel involverar en vulkan som får ett utbrott. Flera hundra år senare upptäcker en person (S) som promenerar vid platsen en stor mängd förstelnad lava och drar (korrekt) slutsatsen att vulkanen hade ett utbrott för flera hundra år sedan. Antag nu att en annan person, några år efter vulkanens utbrott, avlägsnade all förstelnad lava. En tid därefter bestämmer sig en tredje person för att få det att se ut som att vulkanen fick ett utbrott (som den ju faktiskt fått), och placerar därför förstelnad lava på den plats där den ursprungliga lavan låg. Givet detta skulle vi inte säga att S vet att vulkanen fick ett utbrott för flera hundra år sedan; S:s skäl för att tro detta bygger ju på falska premisser. Annorlunda uttryckt finns det ingen kausal koppling mellan vulkanens utbrott och S:s trosföreställning om att vulkanen fick ett utbrott. Därför har S inte kunskap om utbrottet. Med denna analys ansåg Goldman att han hade löst Gettierproblemet. Han skulle emellertid senare ta tillbaka detta förslag till förmån för en annan analys.

### Reliabilism
Ett alternativ till den klassiska analysen av kunskap är reliabilismen. Enligt denna teori kan kunskap definieras på följande sätt:
S vet att p om och endast om (i) p är sant, (ii) S är övertygad om att p är sant, och (iii) S:s övertygelse att p orsakades av en tillförlitlig process.
Den förste filosofen i modern tid att formulera en reliabilistisk teori om kunskap var Cambridge-filosofen Frank Plumpton Ramsey; men tankegången går att spåra tillbaka till de antika atomisternas kausala kunskapsteori. Reliabilismen är en svagare teori än den klassiska, i den meningen att allting som enligt den klassiska analysen är kunskap också är kunskap enligt reliabilismen. Personen behöver ju inte ha några goda skäl, som denne är medveten om, för att kunna sägas ha kunskap. Detta innebär att en osofistikerad variant av reliabilismen också får problem med Gettiers invändning.
Det har formulerats flera olika förslag på hur en reliabilistisk teori kan modifieras så att den undviker Gettiers problem. Ett förslag, som fördes fram av Alvin Goldman, går ut på att det inte får finnas någon möjlig relevant situation där p är falskt som är sådan att S ändå skulle vara övertygad om att p är sant i den situationen. Om S exempelvis formar en trosföreställning om att han eller hon ser en lada, så räcker det inte att det S faktiskt ser är en lada, och att denna trosföreställning har orsakats av en tillförlitlig process. Om det är så att S råkar befinna sig i ett område där det finns en mängd stora skyltar som ser ut precis som lador, och S skulle ha trott att han eller hon såg en riktig lada om han eller hon i själva verket såg en sådan skylt, så har inte S kunskap om att han eller hon ser en lada (trots att det faktiskt råkar vara så). Goldmans förslag har dock kritiserats för att vara alltför starkt; att det förnekar att en del trosföreställningar som vi betraktar som kunskap är kunskap.

### Vetenskapsteori
Vetenskapsteorin är den filosofiska gren som ställer frågor om olika vetenskaper men även om olika specialvetenskaper. Teorin gränsar till kunskapsteorin och metafysiken, och har flera kunskapsteoretiska frågor om den vetenskapliga kunskapens natur; exempelvis huruvida vetenskap är en rationell verksamhet som ger oss kunskap om världen, och till vilken grad olika ideologier eller kulturer påverkar vetenskapen. Den inbegriper dock även metafysiska frågor, som vad naturlagar är och om världen är deterministisk.

## Rättfärdigande
Det är en omdiskuterad fråga vad det innebär att en föreställning eller tro är rättfärdigad. Det finns några viktiga nyckelbegrepp i denna diskussion. Ett par av dessa är de två dominerande teorierna om det epistemiska förhållandet mellan olika trosföreställningar: fundamentism och koherentism. Ett annat par är två teorier om subjektets förhållande till sin kunskap och till rättfärdigandet av sina trosföreställningar: internalism och externalism. Dessa fyra teorier presenteras nedan.

### Fundamentism och koherentism
Fundamentism menar att trosföreställningar kan delas in i två huvudgrupper, fundamentala och icke-fundamentala. De fundamentala är i någon mening självevidenta. De är rättfärdigade i sig själva, och behöver inget yttre rättfärdigande. Vanliga kandidater för sådana självevidenta trosföreställningar är logiska utsagor eller sinnesförnimmelser. De icke-fundamentala trosföreställningarna måste, för att vara rättfärdigade, härledas från de fundamentala dito. Koherentism menar istället att en trosutsaga är rättfärdigad om den på något sätt "hänger ihop" med en individs övriga trosföreställningar. Man brukar säga att en trosföreställning är rättfärdigad om den ingår i en maximalt koherent mängd av trosföreställningar. Att en mängd av trosföreställningar är koherent betyder att de olika trosföreställningarna ger stöd för, eller kan härledas från, eller utgör evidens för, varandra.
En vanlig metafor säger att fundamentismen ser kunskap som en pyramid, där de solida, fundamentala, kunskaperna ger stöd åt de icke-fundamentala dito. Koherentismen ser, med en metafor från Otto Neurath, kunskap som ett skepp som inte kan nå fast mark och därför inte kan plockas isär och byggas om. I stället måste arbetarna reparera skeppet bit för bit. För att kunna byta ut den ena plankan måste de stå på en planka som kanske senare själv måste bytas ut.

### Internalism och externalism
Internalism vad gäller rättfärdigande av kunskap innebär att alla faktorer som krävs för att en trosuppfattning ska vara rättfärdigad måste vara kognitivt åtkomliga för subjektet, det vill säga interna. Externalism vad gäller rättfärdigande av kunskap innebär att åtminstone vissa av de faktorer som utgör rättfärdigandet av kunskapen är externa i förhållande till subjektets medvetande. Internalism vad gäller kunskap innebär att en rättfärdigad och sann trosföreställning räknas som kunskap endast om subjektet vet eller har en rättfärdigad tro att hennes trosföreställning är rättfärdigad. Även externalism vad gäller kunskap hävdar att en trosföreställning måste vara rättfärdigad för att utgöra kunskap, men skiljer sig från internalism på så sätt att subjektet inte behöver veta eller ha rättfärdigad tro om att den är rättfärdigad. Det går inte att inta båda ståndpunkterna internalism och externalism vad gäller rättfärdigande ensamt, eller vad gäller kunskap ensamt. Däremot är det inte direkt motsägelsefullt att försvara internalism vad gäller rättfärdigande och externalism vad gäller kunskap. Den vanligaste formen av externalism (i båda varianter) är reliabilism.
Det finns inga uppenbara logiska kopplingar mellan de två begreppsparen, i den mening att anammandet av en teori ur det ena paret förbinder en till anammandet av en teori ur det andra. Man kan exempelvis hävda att en uppsättning trosföreställningar är rättfärdigade i den mån uppsättningen är koherent, och hävda att subjektet antingen måste vara medveten om att uppsättningen är koherent för att vederbörande ska vara rättfärdigad i sin tro, eller att förneka detta.

### Skepticism
Ett femte förslag är filosofisk skepticism som motsätter sig alla övriga teorier och istället hävdar att säkerhet i kunskap är omöjligt; oavsett om vi besitter kunskap eller ej, skulle det vara omöjligt för oss att kunna säkerligen särskilja sanna trosuppfattningar från falska.

### Perception
De mest uppenbara källorna är möjligen de fem sinnesmodaliteterna, eller helt enkelt sinnena: syn, hörsel, känsel, smak och lukt. I diskussionen om dessa källors inverkan på människor skiljer man mellan retning, sensation och perception. Retning kallas fysisk påverkan på sinnesorganen, sensation kallas otolkade medvetandetillstånd ("rena" sinnesintryck) och perception kallas sensationer som har tolkats och strukturerats av medvetandet.

### Introspektion
Introspektion är förmågan att undersöka sina egna medvetandetillstånd. Det är genom introspektion man erhåller kunskap om huruvida man är törstig, glad, ledsen, lycklig och så vidare. Introspektion har av vissa ansetts vara en särskilt pålitlig källa till kunskap. Ett argument för detta är att det inte är någon skillnad mellan vad som introspektivt upplevs vara fallet och vad som faktiskt är fallet; det är obegripligt vad det skulle innebära att uppleva att man har ont i benet utan att man faktiskt har det. Ett motargument är att en benlös omöjligen kan ha fysiskt ont i benet men ändå kan uppleva fantomsmärta i det.

### Minne
Att minnas är förmågan att erhålla kunskap som förvärvats sedan innan. Objektet för kunskapen behöver emellertid inte befinna sig i förfluten tid. Det är exempelvis möjligt att minnas att någonting kommer att hända nästa vecka, men denna kunskap måste ha förvärvats sedan innan för att minnas. I motsats till introspektion har fler tvivlat över denna kunskapskällas säkerhet.

### Förnuft
Inom kunskapsteorin dras traditionellt en skiljelinje mellan kunskap a priori och a posteriori. Kunskap a priori är sådan kunskap som är oberoende av erfarenheten. Tanken är här att sanningshalten hos påståenden som "1 + 1 = 2" kan avgöras utan någon hänvisning till sinnlig erfarenhet.

### Vittnesmål
Kunskap genom vittnesmål skiljer sig från de andra ovanstående källorna för kunskap i det att den inte utgör en egen kognitiv fakultet. När någon upplyser en om att klockan är kvart över två har denna kunskap erhållits genom vittnesmål. Inom kunskapsteorin diskuteras hur pass pålitlig sådan information är, och om personen som mottar informationen därmed kan sägas ha fått ny kunskap.

## Säkerhet
Frågor om vad vi vet och kan veta är flitigt diskuterade inom kunskapsteorin. Den mest radikala positionen åt ena hållet är skepticism. Åt andra hållet kan man tänka sig en form av naiv uppfattning om att vi kan veta allting. De flesta kunskapsteoretiker befinner sig någonstans mellan dessa två extremer. Enligt den klassiska kunskapsanalysen, och de flesta andra också, förutsätter kunskap subjektiv säkerhet; subjektet måste vara övertygad om att dennes trosföreställning är sann för att den ska utgöra kunskap. En viktig fråga att besvara i sammanhanget är således huruvida man överhuvudtaget kan vara säker på någonting.
Två viktiga begrepp i diskussionen om säkerhet är korrigibilism och fallibilism. Enligt det förra så måste vi alltid medge att våra åsikter i framtiden kan behöva korrigeras, även om vi idag av pragmatiska skäl håller dem för sanna. Enligt det senare är våra föreställningar aldrig helt säkra, utan endast mer eller mindre sannolika. Korrigibilism medför alltså fallibilism. Vissa har menat dessa ståndpunkter innebär att man inte bör hålla någonting för sant idag. Andra har menat att det inte är motsägelsefullt att å ena sidan hävda att man är säker på att någonting är fallet samtidigt som man medger att man i framtiden kan komma att ta tillbaka sin föreställning.
Ett annat argument, som fokuserar mest på vetenskaplig kunskap, kan kallas pessimistisk induktion. Argumentet går ut på att det finns mängder av exempel på teorier som människor förr i tiden har hållit för sanna, men som idag har visat sig vara falska. Några exempel är den geologiska katastrofteorin, vätsketeorier om värme och elektricitet och den kemiska flogistonteorin. Eftersom så många teorier har vederlagts är det, enligt argumentet, inte mer än rimligt att anta att samma sak kommer att ske med våra dagars teorier. Vi bör följaktligen inte hålla våra vetenskapliga teorier för sanna, utan bara som innehavande någon nivå av sannolikhet. Detta argument har mötts av omfattande kritik. En kritik har fokuserat på de delar av gamla teorier som faktiskt visat sig vara sanna; en kritik som kan kallas för optimistisk induktion. Även om gamla teorier i sin helhet visat sig vara falska så innebär det inte att allt som de innehöll var falskt, tvärtom innehöll de ofta delar som var sanna. En allvarligare kritik fokuserar på en av den pessimistiska induktionens premisser, att de äldre teorierna är falska. Denna premiss tycks förutsätta att vi idag kan avgöra vad som är sant och falskt, det vill säga att vi med våra moderna teorier avgör huruvida äldre teorier är sanna eller falska. Detta är dock att förutsätta det som skulle motbevisas, nämligen att våra dagars teorier är sanna.

## Kunskapens dynamik
En diskussion som förs inom kunskapsteorin gränsar till vetenskapsteorin, nämligen kunskapens dynamik, det vill säga åsiktsförändringars karaktär och berättigande. En vanlig syn på vetenskapliga framsteg är den kumulativa (av latinets cumulus, hopande eller ansamlande), som gör gällande att vetenskapen framskrider genom att samla allt mer fakta i hög och därmed utöka kunskapen. Denna syn på vetenskap har utmanats av ett flertal vetenskapsteoretiker under 1900-talet, däribland Thomas Kuhn som argumenterar för att vetenskapen snarare består av paradigm som löser av varandra och där det är tveksamt om det efterföljande paradigmet verkligen innebär framåtskridande. Ett välkänt exempel på ett fall där den kumulativa uppfattningen får problem är Einsteins lansering av den med Newtons mekanik oförenliga relativitetsteorin. Det är svårt att förklara detta teoribyte i termer av rent kunskapsansamlande, där den nya kunskapen helt enkelt läggs till den gamla.
Man brukar skilja mellan tre huvudtyper av åsikts- eller kunskapsförändringar: expansion, revision och kontraktion. Expansion innebär att ny kunskap läggs till gammal i en kumulativ process. Man kan tänka sig att detta sker antingen som en deduktion från gammal kunskap eller genom att ny kunskap, oberoende av den gamla, läggs till. Revision innebär att man får veta någonting nytt som är oförenligt med tidigare kunskap, och att ens totala kunskapsmängd till följd därav förändras. Den amerikanske pragmatisten Isaac Levi har hävdat att revisioner egentligen bara är en följd expansioner och kontraktioner, medan andra menar att revision är någonting helt distinkt från expansioner och kontraktioner. Kontraktion innebär att en del kunskap ges upp utan att någon ny kunskap läggs till. Detta kan ske av, minst, två olika typer av skäl: antingen för att undvika motsägelser i sina egna övertygelser, eller för att möjliggöra utvärdering av en tidigare utesluten hypotes. Den senare typen av skäl kan föreligga när man vill inta en neutral inställning till ett möjligt sakförhållande, exempelvis en domare som får reda på att han ska döma i ett brottmål som han sedan tidigare känner till och har en stark trosföreställning om vem som är den skyldige. För att kunna behandla fallet på ett korrekt sätt kan han genomföra en kontraktion av sin tidigare trosföreställning om vem den skyldige är.

## Relaterade områden

### Dygdepistemologi
Enligt dygdepistemologer är det subjektets epistemiska kvalitéer man bör ta hänsyn när man värderar dennes enskilda trosföreställningar, snarare än som man traditionellt gör, att först undersöka kvalitén på subjektets trosföreställningar och med hjälp av detta utvärdera hur bra denne är i sitt sökande efter sanning och kunskap.

### Naturalistisk epistemologi
Den naturalistiska kunskapsteorin utgör en stark brytning mot den traditionella kunskapsteorin. Istället för att a priori undersöka kunskapens grundvalar, och försöka hitta en sann definition av kunskap, bör man enligt den naturalistiska skolan omvandla kunskapsteorin till en naturvetenskap. Som naturvetenskap skulle kunskapsteorin studera själva kunskapsprocessen och bli ett slags kognitiv psykologi.
Det finns mer och mindre radikala naturalistiska uppfattningar. Enligt vissa av de mindre radikala tänker man sig att den traditionella kunskapsteorin kan samexistera och samarbeta med den naturalistiska.

### Religiös epistemologi
Alvin Plantinga är en amerikansk filosof, verksam vid University of Notre Dame. Han har främst ägnat sig åt religionsfilosofi, metafysik och kunskapsteori. Han är känd som en förgrundsgestalt inom den så kallade reformerta epistemologin. Reformert epistemologi kännetecknas mindre som en samling argument, utan mer som den epistemologiska hållningen att tro på Gud är grundläggande tro, och att vidare argument för hans existens inte behövs. Alvin Plantinga argumenterar för att Guds existens är en så grundläggande sats att inga bevis behövs för den. För den troende som upplevt Guds närvaro starkt behövs inga ytterligare argument. Bevisen att andra människor har egna medvetanden är svaga (se till exempel René Descartes), vilka argument finns egentligen mot solipsism? De starkaste argumenten för att andra människor har ett medvetande är nog att det givet de vardagliga erfarenheterna skulle vara en vettig förklaring till varför människor beter sig som de gör, och man kan få en stark upplevelse av att andra människor har medvetanden. Lite förenklat kan man säga att skälen att tro på andra människors medvetanden inte är starkare än argumenten för gudstron för någon som haft en stark upplevelse av Guds existens. Det är i så fall för många kristna lika rationellt att hålla Guds existens för sann som att hålla existensen av andras medvetanden som sann.

### Moralepistemologi
Inom moralfilosofins olika områden ställer man frågor om hur man exempelvis ska hantera specifika moraliska dilemman, eller vilka handlingar som i allmänhet är goda och dåliga. Moralepistemologin har till uppgift att besvara frågan: hur kan man få kunskap i dessa frågor? Hur vet vi att någonting är ont eller gott?
Svaren på sådana frågor kan till viss del bero på vilken metaetisk uppfattning man har, det vill säga hur man ser på moralens grundläggande natur. Om man exempelvis förnekar att det finns objektiva moraliska fakta så kan man tänka sig att detta leder till problem vad gäller att få kunskap i moraliska frågor (även om det naturligtvis finns filosofer som inte ser någon motsättning mellan avsaknaden av en objektiv moralisk verklighet och kunskap i moralfrågor).

### Social epistemologi
Social epistemologi är studiet av kunskap och rättfärdigad tro inom en specifik historisk och social kontext. Medan den traditionella epistemologins studiefokus är individens tillägnande av kunskap, så studerar social epistemologi hur kunskap formas av sociala interaktioner, normer, och system. Vissa företrädare för denna skola har helt velat bryta med den traditionella epistemologin, medan andra behandlar den som en förlängning av den traditionella epistemologin.
Inom social epistemologi återfinnes primärt två strömningar. Den ena diskuterar kunskap i dess ideala form och använder metoder liknande traditionell epistemologi. Den berör frågor så som hur kunskap kan vara rationell och objektiv trots att, eller även på grund av att kunskap konstrueras i ett socialt sammanhang av värderingar och normer. Den andra observerar kunskapsbildande i ett socialt system och hämtar metoder från vetenskapsteoretiska idéer.
Alvin Goldman har behandlat ämnet under uppslagsordet Social Epistemology i Stanford Encyclopedia of Philosophy.

### Feministisk epistemologi
Feministisk epistemologi kan ses som en form av social epistemologi. Fokus ligger på kvinnors åtkomst till institutioner och processer som skapar kunskap. Den feministiska epistemologin kan ta sig många olika former. Vissa har ägnat sig åt det för att visa hur viss kunskap endast kan tillägnas av kvinnor. Andra har ägnat sig åt det som ett led i en attack av den traditionella uppfattningen om sanning och en objektiv verklighet. Den senare formen av feministisk epistemologi är nära förknippat med postmodernismen. Likartade frågor ställs inom forskningsområdet feministisk vetenskapsteori.